# Peter Mählmann
Peter Mählmann (* 30. September 1923 in Hamburg; † 8. November 2010 ebenda) war Vorstandssprecher und Verwaltungsratsvorsitzender der Hamburger Sparkasse – kurz HASPA.

## Leben
Mählmann erhielt Anfang 1942 an der Oberschule für Jungen in Eppendorf wegen seiner Einberufung zur Wehrmacht das Notabitur zugesprochen. Nach der Ausbildung kam er in den Kriegseinsatz im Osten, wo er schwer verwundet wurde und nach Genesung nicht mehr kriegsverwendungsfähig war. Schon während der Genesungszeit begann er das Jurastudium.
1953 trat er in die Dienste der Hamburger Sparcasse von 1827, in der er sich, inzwischen in den Vorstand berufen, ab 1968 für die 1972 vollendete Fusion mit der Konkurrenz in Hamburg, der Neuen Sparkasse von 1864, zur Hamburger Sparkasse einsetzte. Überdies betrieb er gegen Widerstand aus Schleswig-Holstein die Ausweitung des Filialsystems über die Hamburger Grenzen hinaus.
Diesen Bestrebungen verdankt er den Namen Mr. Sparkasse.
Ab 1977 bis zu seiner Pensionierung 1988 war Mählmann Vorstandssprecher der (vereinigten) Hamburger Sparkasse(n).
Von 1989 bis 1997 hatte Mählmann den Verwaltungsratsvorsitz inne. Anlässlich seines Ausscheidens gründete die Sparkasse Ende 1996 die Peter-Mählmann-Stiftung, die für die Förderung der Jugend in Erziehung, Kultur, Bildung und Sport jährlich ca. 150.000 Euro ausschüttet.